# John Taylor (Vlaams politicus)
John Philemon Albert Taylor (Wetteren, 11 maart 1949 - Serskamp, 21 februari 2004) was een Belgisch volksvertegenwoordiger, Vlaams volksvertegenwoordiger en burgemeester in het Oost-Vlaamse Wichelen voor de CVP.

## Levensloop
Zijn vader was een Engels soldaat die na de Bevrijding in België bleef en er trouwde. Taylor studeerde consulaire wetenschappen en handels- en financiële wetenschappen aan de Erasmushogeschool Brussel en handels- en financiële wetenschappen aan de Administratieve en Economische Hogeschool in Brussel. Hij startte zijn beroepsloopbaan als kaderlid bij de Kredietbank en als auditeur bij bij het Rekenhof.
Hij werd aanvankelijk politiek actief voor de christendemocratische CVP en werd voor deze partij in oktober 1976 op 27-jarige leeftijd tot gemeenteraadslid verkozen in Wichelen. Begin 1983 werd Taylor burgemeester van de gemeente, hetgeen hij bleef tot aan zijn overlijden in februari 2004.
Vanaf 1979 was Taylor verantwoordelijke van de IPOVO-afdeling van het arrondissement Dendermonde, het opleidingscentrum van de CVP. In 1988 was hij vervolgens kabinetschef van Vlaams minister van Huisvesting Paul Breyne en van 1989 tot 1991 adjunct-kabinetschef van federaal minister van Openbaar Ambt Raymond Langendries.
In november 1991 werd John Taylor voor het arrondissement Dendermonde verkozen in de Kamer van volksvertegenwoordigers. Hij zetelde er tot in mei 1995 en was er lid van de commissie Financiën. In de periode januari 1992-mei 1995 had hij als gevolg van het toen bestaande dubbelmandaat ook zitting in de Vlaamse Raad. De Vlaamse Raad was vanaf 21 oktober 1980 de opvolger van de Cultuurraad voor de Nederlandse Cultuurgemeenschap, die op 7 december 1971 werd geïnstalleerd, en was de voorloper van het huidige Vlaams Parlement. In deze assemblee maakte hij in de legislatuur 1992-1995 deel uit van de commissie Financiën en Begroting.
Bij de eerste rechtstreekse verkiezingen voor het Vlaams Parlement van 21 mei 1995 werd hij verkozen in de kieskring Sint-Niklaas-Dendermonde. Ook na de volgende Vlaamse verkiezingen van 13 juni 1999 bleef hij Vlaams volksvertegenwoordiger tot eind 2000, waarna hij om gezondheidsredenen ontslag nam en begin januari 2001 werd opgevolgd door Paul Van Malderen. Als Vlaams Parlementslid ging zijn interesse vooral uit naar de domeinen begroting, staatshervorming, openbaar ambt en binnenlandse aangelegenheden. Van 1995 tot 1999 zetelde hij in de commissies Financiën en Begroting en Staatshervorming en Algemene Zaken en van 1999 tot 2000 was hij secretaris van de commissie Institutionele en Bestuurlijke Hervorming en Ambtenarenzaken en vast lid van de commissie Algemene Zaken, Financiën en Begroting.
Hij stapte in 2001 van de CVP over naar de Nieuwe Christen-Democraten (NCD) van Johan Van Hecke en belandde zo in 2002 in de liberale partij VLD.
Op 21 februari 2004 overleed hij op amper 54-jarige leeftijd aan een slepende ziekte.